# Listă de conducători de stat din 1696
1692 - 1693 - 1694 - 1695 - 1696 - 1697 - 1698 - 1699 - 1700
Aceasta este o listă a conducătorilor de stat din anul 1696:

## Europa
- Anglia: William al III-lea (rege din dinastia Stuart-Orania, 1689-1702; totodată, stathouder de Olanda, 1672-1702)
- Austria: Leopold I (arhiduce din dinastia de Habsburg, 1658-1705; totodată, rege al Cehiei, 1657-1705; totodată, rege al Ungariei, 1657-1705; totodată, rege al Germaniei, 1658-1705; totodată, împărat occidental, 1658-1705)
- Bavaria: Maximilian al II-lea (principe elector din dinastia de Wittelsbach, 1679-1726)
- Brandenburg: Frederic al III-lea (mare principe elector din dinastia de Hohenzollern, 1688-1713; totodată, duce de Prusia, 1688-1713; rege, din 1703)
- Cehia: Leopold I (rege din dinastia de Habsburg, 1657-1705; totodată, rege al Ungariei, 1657-1705; ulterior, arhiduce de Austria, 1658-1705; ulterior, rege al Germaniei, 1658-1705; ulterior, împărat occidental, 1658-1705)
- Crimeea: Selim Ghirai I ibn Bahadîr (han din dinastia Ghiraizilor, 1671-1678, 1684-1691, 1692-1699, 1702-1704)
- Danemarca: Christian al V-lea (rege din dinastia de Oldenburg, 1670-1699)
- Florența: Cosimo al III-lea (mare duce din familia Medici, 1670-1723)
- Franța: Ludovic al XIV-lea cel Mare (rege din dinastia de Bourbon, 1643-1715)
- Genova: Bendinelli Negrone (doge, 1695-1697)
- Germania: Leopold I (rege din dinastia de Habsburg, 1658-1705; totodată, rege al Cehiei, 1657-1705; totodată, rege al Ungariei, 1657-1705; totodată, arhiduce de Austria, 1658-1705; totodată, împărat occidental, 1658-1705)
- Gruzia: Irakli I (Nazar Ali Han) (rege din dinastia Bagratizilor, 1688-1703)
- Gruzia, statul Imeretia: Archil (rege din dinastia Bagratizilor, 1661-1663, 1678-1679, 1690-1691, 1695-1696, 1698-1699; anterior, rege în Kakhetia, 1664-1675) și Gheorghe al IV-lea Bagration (rege din dinastia Bagratizilor, 1696-1698)
- Imperiul occidental: Leopold I (împărat din dinastia de Habsburg, 1658-1705; totodată, rege al Cehiei, 1657-1705; totodată, rege al Ungariei, 1657-1705; totodată, arhiduce de Austria, 1658-1705; totodată, rege al Germaniei, 1658-1705)
- Imperiul otoman: Mustafa al II-lea (sultan din dinastia Osmană, 1695-1703)
- Lorena Superioară: Leopold (duce titular din dinastia de Lorena-Vaudemont, 1690-1729; duce, din 1697)
- Mantova: Ferdinando Carlo (duce din casa Gonzaga-Nevers, 1665-1708)
- Modena: Rinaldo (duce din casa d'Este, 1694-1737)
- Moldova: Antioh Cantemir (domnitor, 1695-1700)
- Monaco: Luigi I (principe din casa Grimaldi, 1662-1701)
- Olanda: Wilhelm al III-lea (stathouder din dinastia de Orania, 1672-1702; ulterior, rege al Angliei, 1689-1702)
- Parma și Piacenza: Francesco Maria (duce din casa Farnese, 1694-1727)
- Polonia: Ioan al III-lea Sobieski (rege, 1674-1696)
- Portugalia: Pedro al II-lea (rege din dinastia de Braganca, 1683-1706)
- Prusia: Frederic al II-lea (duce din dinastia de Hohenzollern, 1688-1713; rege, din 1703; totodată, mare principe elector de Brandenburg, 1688-1713)
- Rusia: Ivan al V-lea (țar din dinastia Romanov, 1682-1696) și Petru I cel Mare (țar din dinastia Romanov, 1696-1725; împărat, din 1721)
- Savoia: Vittorio Amedeo al II-lea (duce, 1675-1730; ulterior, rege al Siciliei, 1713-1718; ulterior, rege al Sardiniei, 1720-1730)
- Saxonia: Frederic August I cel Puternic (principe elector din dinastia de Wettin, 1694-1733; ulterior, rege al Poloniei, 1697-1706, 1709-1733)
- Spania: Carol al II-lea (rege din dinastia de Habsburg, 1665-1700)
- Statul papal: Innocențiu al XII-lea (papă, 1691-1700)
- Suedia: Carol al XI-lea (rege din dinastia Pfalz-Zweibrucken-Kleeburg, 1660-1697)
- Transilvania: Mihail Apafi al II-lea (principe, 1681-1713) și Gheorghe Banffy I de Losoncz (guvernator, 1691-1708)
- Țara Românească: Constantin Brâncoveanu (domnitor, 1688-1714)
- Ungaria: Leopold I (rege din dinastia de Habsburg, 1657-1705; totodată, rege al Cehiei, 1657-1705; ulterior, arhiduce de Austria, 1658-1705; ulterior, rege al Germaniei, 1658-1705; ulterior, împărat occidental, 1658-1705)
- Veneția: Silvestro Valier (doge, 1694-1700)

## Africa
- Așanti: Osei Tutu (așantehene, cca. 1680-cca. 1720)
- Bagirmi: Abd al-Kadir I (mbang, 1680-1707)
- Benin: Oreoghene (obba, cca. 1689-cca. 1700)
- Buganda: Tebandeke  și Ndawula (kabaka, 1674-1704)
- Dahomey: Akaba (Wibega) (rege, 1680/1685-1708)
- Darfur: Musa ibn Sulaiman (sultan, ?-?) (?) Ahmad Bakr ibn Musa (sultan, ?-?) (?)
- Ethiopia: Iyasu (Jasus) I (Adjam Sagad I) (împărat, 1682-1706)
- Imerina: Andriamasinavalona (rege, cca. 1675-1710)
- Imperiul otoman: Mustafa al II-lea (sultan din dinastia Osmană, 1695-1703)
- Kanem-Bornu: Idris al IV-lea (sultan, cca. 1694-cca. 1711)
- Lunda: Muteba (mwato-yamvo, cca. 1690-?)
- Maroc: Moulay Ismail (sultan din dinastia Alaouită, 1672-1727)
- Munhumutapa: Nyamaende Mhande (rege din dinastia Munhumutapa, 1694-1707)
- Oyo: Jayin (rege, ?-?) (?) și Ayibi (?-?) (?)
- Rwanda: Kigeri al II-lea Nyamuhesera (rege, cca. 1672-cca. 1696) și Mibambwe al II-lea Gisanura (rege, cca. 1696-cca. 1720)
- Sennar: Badi al III-lea (al-Ahmar) ibn Unsa (I) (sultan, 1692-1716)
- Wadai: Iakub Arus ibn Kharut (sultan, 1681-1707)

## Asia

### Orientul Apropiat
- Iran: Hussain I (șah din dinastia Safavidă, 1694-1722)
- Imperiul otoman: Mustafa al II-lea (sultan din dinastia Osmană, 1695-1703)
- Yemen, statul Sanaa: al-Mahdi Muhammad (imam, 1687-1716)

### Orientul Îndepărtat
- Atjeh: Kamalat Șah (principesă, 1688-1699)
- Birmania, statul Arakan: Sandathuriyadhamma (rege din dinastia de Mrohaung, 1694-1696), Nahrawtazaw (rege din dinastia de Mrohaung, 1696) și Mayokpiya I (uzurpator, 1696-1697)
- Birmania, statul Toungoo: Minrekyawdin (rege, 1673-1698)
- Cambodgea: Preah Bat Samdech Preah Noreai Reamea Thipaddey Preah Utey Reachea Barommopit (rege, 1695-1696) și Preah Ang Sor al II-lea (Sandech Preah Chea Barommo Suren Reachea Thireach Reamea) (rege, 1674-1695, 1696-1699, 1701-1702, 1704-1706)
- China: Shengzu (Xuanye) (împărat din dinastia manciuriană Qing, 1662-1722)
- Coreea, statul Choson: Sukchong (Yi Sun) (rege din dinastia Yi, 1675-1720)
- India, statul Moghulilor: Muhyi ad-Din Muhammad Aurangzeb (Alamgir I) (împărat, 1658-1707)
- Japonia: Higașiyama (împărat, 1687-1709) și Tsunayoși (principe imperial din familia Tokugaua, 1680-1709)
- Laos, statul Lan Xang: Phaya Muong-Tian Tala (rege, 1694-1700)
- Maldive: Muhammad ibn Hadji Ali (sultan, 1692-1700)
- Mataram: Amangkurat al II-lea (Adipati Anom) (sultan, 1677-1703)
- Nepal (Benepa): Bhupatindramalla (rege din dinastia Malla, 1695-1721/1722)
- Nepal (Kathmandu): Bhaskaramamma (rege din dinastia Malla, 1694-1702)
- Nepal (Lalitpur): Nivasamalla (rege din dinastia Malla, 1657-1701)
- Nepal, statul Gurkha: Șri Prithvipati Șah (rajah, 1669-1714/1716)
- Sri Lanka, statul Kandy: Vimala Dharma Surya al II-lea (rege, 1687-1707)
- Thailanda, statul Ayutthaya: Pra Petraja (rege, 1688-1703)
- Tibet: bLo-bzang bZan-rgya-mtsho Tsans-dbyang rgya-mtsho (dalai lama, 1696-1706)
- Tibet: Panchen bLo-bzangYe-shes dPal-bzan-po (Lobzang Yeshe) (panchen lama, 1663-1737)
- Vietnam, statul Dai Viet: Le Hi-tong (Chung hoang-de) (rege din dinastia Le târzie, 1676-1705)
- Vietnam (Hue): Nguyen Phuc Chu (rege din dinastia Nguyen, 1691-1725)
- Vietnam (Taydo): Trinh Can (rege din dinastia Trinh, 1682-1709)